# Sender Thierberg
Der Sender Thierberg steht auf dem Thierberg nördlich von Kufstein. Dieser Sender versorgt den Großraum Kufstein.

## UKW-Sender
| Radiosender      | Sendeleistung | Frequenz  |
| ---------------- | ------------- | --------- |
| Arabella Hot     | 0,079 kW      | 90,0 MHz  |
| KroneHit         | 0,079 kW      | 98,8 MHz  |
| Radio U1 Tirol   | 0,074 kW      | 102,6 MHz |
| Life Radio Tirol | 0,074 kW      | 104,9 MHz |
| Radio Austria    | 0,074 kW      | 106,1 MHz |

## Sendegebiet
Das Sendegebiet reicht von Langkampfen bis nach Ebbs.